# ماري إليزابيث بانينج
ماري إليزابيث بانينج (بالإنجليزية: Mary Elizabeth Banning)‏ هي عالمة نبات أمريكية، ولدت في 1832 في مقاطعة تالبوت في الولايات المتحدة، وتوفيت في 1901.